# ريما الشيخ
ريما الشيخ (21 يونيو 1982 -)، ممثلة سورية.

## حياتها
بدأت مسيرتها الفنية في مسلسل مرايا، شاركت بعدها في عدد من الأعمال التلفزيونية البارزة منها: «الأمين والمأمون» للمخرج شوقي الماجري، و«المارقون» لنجدت أنزور و«على طول الأيام» لحاتم علي، و«طاش ما طاش» المسلسل السعودي.
ظهرت في عام 2008 في أكثر من عمل منها التجلي الأخير لغيلان الدمشقي، ومسلسل جدار الصمت، ومسلسل باب المقام بدور جيجي.
أما عام 2009 فكان حافلاً بالنسبة لها، إذ شاركت بما يقارب تسعة أعمال درامية ضمن أدوار متنوعة منها: مسلسلات (هوامير الصحراء، صور عائلية، صراع المال، قلبي معكم، سفر الحجارة، رجال الحسم، قمر أيلول) بالإضافة إلى مشاركتها في فيلم قصير بعنوان الجنس البشري.
وفي عام 2010 شاركت في مسلسل (كليوباترا، ساعة الصفر) وفي عام 2011 شاركت في (الشراع والعاصفة، عابد كرمان، أحلى غنوة، انتقام مكلف، جحيم الأرض).

## أعمالها
- ساعة الصفر
- قمر أيلول
- رجال الحسم
- سفر الحجارة
- قلبي معكم
- صراع المال
- صور عائلية
- باب المقام
- جدار الصمت
- لا مزيد من الدموع (مسلسل)
- انتقام الوردة
- عابد كرمان
- كيني ميني الجزء الثاني

## وصلات خارجية
- ريما الشيخ على موقع قاعدة بيانات الأفلام العربية